# Pseudowintera traversii
Pseudowintera traversii is een soort uit de familie Winteraceae. Het is een houtige struik die een groeihoogte van 1,5 meter kan bereiken. De schors is ruw een roodbruinkleurig en de twijgen hebben een bleekgroene of geelachtige kleur. De ovale bladeren hebben een witachtige kleur aan de onderzijde. De struik bloeit in januari en heeft groene en gele bloemen. In februari verschijnen er vlezige besachtige vruchtjes met een zwartrode kleur.
De soort komt voor op het Zuidereiland van Nieuw-Zeeland. Hij groeit daar in het noordelijke deel van de regio West Coast en in de regio Nelson, van Collinwood en verder zuidwaarts tot in Westport. De struik wordt aangetroffen langs bosranden in montane en sub-alpiene bossen.